# Oleh Tjahnybok
Oleh Jaroslavovytj Tjahnybok (ukrainsk: Оле́г Яросла́вович Тягнибо́k) (født 7. november 1968 i Lviv, Ukrainsk SSR, Sovjetunionen) er en ukrainsk højrepopulistisk/nationalistisk politiker og partileder af Svoboda.
Oleh Tjahnybok har været partileder for Svoboda siden februar 2004. Partiet tilhører den europæiske paraplyorganisation Alliancen for europæiske nationale bevægelser. Partiet er under Oleh Tjahnybok ledelse vokset fra en vælgertilslutning på 0,76 % ved parlamentsvalget 2007 til næsten 40 % i nogle valgkredse ved parlamentvalget i 2012. I tre oblaster, Ivano-Frankivsk, Lviv og Ternopil, er partiet størst. Forud for parlamentsvalget i 2012 indgik Svoboda i koalition med Julia Timosjenkos parti Fædrelandsforbundet. Dette resulterede i, at Svoboda fik 37 medlemmer i parlamentet, hvor de har været i håndgemæng i mødesalen og deltaget i fysiske slagsmål.

## Euromajdan og mistanker om statskupforsøg
Oleh Tjahnybok er en af de tre mest kendte oppositionsledere ved Euromajdandemonstrationerne i efteråret 2013 og vinteren 2014. Protesternes demokratiske legitimitet kompromitteredes af ham og hans partis deltagelse. Ukraines sikkerhedstjeneste, SBU, har undersøgt om nogle politikere forsøgte at gennemføre et statskup i Ukraine i forbindelse med de omfattende demonstrationer. Oplysningerne om, at sikkerhedstjenesten mistænker at visse politikere forberedte et statskup, kom frem den 8. december 2013. Hvilke politikere, der var mistænkte, blev ikke præciseret, men det drejer sig sandsynligvis om de oppositionspolitikere, som ved gentagne tilfælde har opfordret Viktor Janukovitj til at forlade præsidentposten. De mest fremtrædende har været oppositionslederne Vitalij Klitjko, Arsenij Jatsenjuk og Oleh Tjahnybok. Hvis de findes skyldige i anklagerne, risikerer de op til ti års fængsel. Efter en domstolsafgørelse fik Svoboda sit kontor i Kyiv ransaget.

## Ideologi og kernespørgsmål
Oleh Tjahnybok har udtalt sig groft antisemitisk, blandt andet, at Ukraine styres af en ”moskovit-jødisk” mafia, og at det skal være slut med ”den ukrainske organiserede jødedoms kriminelle aktiviteter”. Det jødiske Simon Wiesenthalcenter placerede 2013 partilederen Oleh Tjahnybok på femtepladsen på listen over verdens værste antisemitter. Oleh Tjahnybok og hans parti vil forbyde homoseksualitet og indvandring, samt forbyde ”ukraniafobi”. Partiets sympatisører gennemtvang, at Kiyvs pride parade i 2012 måtte indstilles. Festivalen stoppedes på grund af direkte trusler om vold fra partiets gadehooligans, som tidligere havde sprayet tårgas på homoseksuelle.
Frem til sommeren 2004 var partiet med i den af Viktor Jusjtjenko styrede koalition Vort Ukraine - Folkets selvforvarsblok. Partiets symbol var et hagekors sammen med andre nazi–symboler. Men før præsidentvalget 2004 byttede partiet symbol og navn til Svoboda. Partiets da nyvalgte leder Oleh Tjahnybok proklamerede på et møde i Karpaterne 20. juli, at Ukraine var blevet ”renset for russere og jøder” under anden verdenskrig, hvilket han syntes var godt. Efter denne udtalelse måtte partiet træde ud af koalitionen.
Partiet har under Oleh Tjahnybok ledelse en historieopfattelse, hvor ukrainske ultranationalister som f.eks. Stepan Bandera og Roman Sjuchevitj forherliges og deres medvirken til massemord på etniske minoriteter som polakker og jøder fornægtes. Denne dagsorden overtog Svoboda fra Viktor Jusjtjenko, da han afgik fra præsidentposten i 2010.

### Valgresultat
Oleh Tjahnybok var kandidat ved præsidentvalget i 2010, hvor han opnåede 1,4 % af stemmerne, hvilket gav ham en ottendeplads blandt kandidaterne.
- Præsidentvalget 2010
(Oleh Tjahnybok)